# WFC Corso 99/Vineta
Der WFC Corso 99/Vineta ist ein Fußballverein aus dem Berliner Ortsteil Wedding. Der Verein entstand 1996 als Fusion zwischen den Vereinen SV Corso 99/Vineta und dem Weddinger FC 08.

## Geschichte

### BSC Corso 99
Ältester Vorgängerverein war der BSC Corso 99, der ursprünglich im Stadtteil Prenzlauer Berg beheimatet war. Er spielte in der Saison 1901/02, 1905/06 und 1927/28 jeweils in der höchsten Klasse. Im Jahre 1920 fusionierte Corso 99 mit dem SC Wacker 04 Tegel zum SC Wacker-Corso 99 Berlin. Noch im selben Jahr wurde die Fusion wieder rückgängig gemacht.
Nach dem Zweiten Weltkrieg trat man zunächst unter dem Namen SG Prenzlauer Berg-Nord an, bevor 1950 wieder der alte Name Corso 99 angenommen wurde. Fortan hatte der Verein seine sportliche Heimat im Westteil der Stadt, obwohl die meisten Mitglieder weiterhin aus dem Ostteil kamen. Der Bau der Berliner Mauer 1961 wurde deswegen zu einer großen Belastungsprobe für den Verein.

### Corso 99/Vineta
Der spätere Fusionspartner SC Hakoah Berlin wurde am 22. Juli 1905 von der jüdischen Gemeinde Berlins ins Leben gerufen und war während der Zeit des Nationalsozialismus verboten. 1945 gründete sich der Verein als SG Hakoah wieder, benannte sich allerdings im Jahr 1953 in Spielvereinigung Vineta 05 um. 1973 ging der Verein mit Corso 99 die Fusion unter dem Namen SV Corso 99/Vineta ein.

### Weddinger FC 08
1972 hatten sich die Vereine BFC Columbia 08 und Spielvereinigung Athen 1914 zum Weddinger FC 08 zusammengeschlossen. Während Columbia 08 und Athen 14 über die unteren Klassen nicht hinauskamen, gelang dem Weddinger FC im Jahr 1985 der Aufstieg in die damals viertklassige Landesliga Berlin, in der man sich bis 1993 hielt.

### WFC Corso 99/Vineta
1996 fusionierten der SV Corso 99/Vineta und der Weddinger FC 08 zum WFC Corso 99/Vineta, der zunächst in der Bezirksliga spielte, jedoch schon im ersten Jahr in die Kreisliga A abstieg.
2022/23 spielte der WFC Corso 99/Vineta in der Kreisliga B und stieg in die Kreisliga C ab.